# Festival di Napoli 1971
Il festival della canzone napoletana del 1971, sarebbe dovuta essere la diciannovesima edizione della popolare kermesse musicale partenopea, organizzata presso il Teatro Mediterraneo dal 1º al 3 luglio 1971, ma sospesa per motivi di ordine pubblico.

## Il festival
La diciannovesima edizione, che doveva essere presentata in televisione da Daniele Piombi e Aba Cercato, con la collaborazione di Ugo Frisoli ed Enzo Berri, fu bloccata per generici motivi di ordine pubblico.
Nel pomeriggio del 30 giugno era stato fatto il sorteggio di esecuzione delle canzoni per le prime due serate, alla presenza di un notaio, degli editori, dei compositori e dei cantanti. L'atmosfera era tesa più del solito per la protesta di alcuni compositori delle canzoni escluse, tra cui De Crescenzo, Pagano, Buonafede e Aterrano, i quali non avevano accettato il verdetto ed avevano inscenato varie manifestazioni. Dopo aver fatto, ai primi di giugno, uno sciopero della fame, tenevano, alla vigilia dello spettacolo al Teatro Mediterraneo, una conferenza stampa per criticare la commissione selezionatrice che, a loro parere, essendo stata formata da un numero pari di componenti (quattro) non avrebbe potuto lavorare con la dovuta obiettività. In base a questi argomenti, gli autori esclusi presentavano un esposto al sostituto procuratore della Repubblica Krogh che decise quindi di bloccare la manifestazione per accertamenti: nel documento essi chiedevano il sequestro di tutto il materiale riguardante il festival, compresi gli spartiti musicali e l'incasso. La RAI, venuta a conoscenza di un provvedimento emesso dalla Procura della Repubblica, pensò a tutelarsi, non concedendo più le telecamere. Il questore, a sua volta, decideva il divieto dello spettacolo al Mediterraneo. I dischi però erano ormai pronti, e quindi uscirono quasi tutti con la dicitura Canzone partecipante al Festival di Napoli 1971 (o partecipante al XIX Festival della canzone napoletana).
Ne nacquero vertenze giudiziarie a catena, dieci anni di liti nei vari tribunali, fino alla Cassazione. Gli organizzatori, ai quali era stato inviato un avviso di garanzia, venivano assolti con formula piena, perché non risultavano responsabilità penali per il mancato festival, e si arrivò infine a soluzioni di compromesso per i danni civili.
Nel 1973 si tentò di rilanciare la manifestazione, con l'organizzazione di Piedigrotta: Le nuove Canzoni di Napoli, che non riuscì a ridare vita al Festival napoletano.

## Canzoni e cantanti
| Canzone                      | Autori                                     | Artista                                   |
| 'A dieta                     | (Verde - Benenato - Esposito)              | Nino Taranto - Franco Franchi             |
| 'A primma 'nnammurata        | (Fiorini - Schiano)                        | Angela Luce - Giulietta Sacco             |
| Frennesia                    | (Migliacci - Mattone)                      | Peppino Di Capri - I Cockers              |
| Uffà nun me scuccià          | (Petrucci - Romeo)                         | Gloriana - I Brutos                       |
| 'Na bruna                    | (Barrucci - Langella - Visco)              | Sergio Bruni - Antonio Buonomo            |
| Nun è straniero              | (Testa - Maggi - Francesio - Rigaldi)      | Angela Bini - Nico Fidenco                |
| Divertimento                 | (De Vita - Martucci - Olivares - Marchese) | Enzo Jannace - Barbara Lory e i Funamboli |
| Mandulinata tragica          | (V. Mazzocco - S. Mazzocco)                | Mirna Doris - Tony Astarita               |
| 24 luglio                    | (Modexano - Sorrentino - Colucci - Cofra)  | Mario Trevi - Pino Mauro                  |
| Tu nun me pienze cchiù       | (Caravaglios - Monetti)                    | Patrizio Sandrelli - Giorgio Ferrara      |
| 'A grotta azzurra            | (Carullo - Forte)                          | Franco D'Ambra - Pino Marchese            |
| Calamita nera                | (Fiore - Festa - Tony Iglio)               | Mario Abbate - Nino Fiore                 |
| Salemme Ben Alì              | (Tregua - Porcaro - Baselice - Matassa)    | Nunzia Greton - Daniela                   |
| Suspiracore                  | (Beretta - Chiarazzo)                      | Nando Paduano - Salvatore Zinzi           |
| Alleria                      | (Farina - Masucci)                         | Gianni Nazzaro - Tony Santagata           |
| La sorella di Sasà           | (Ianuzzi - Marsiglia)                      | Vittorio Marsiglia - I Cabarinieri        |
| Senza 'na lacrema            | (De Caro - Duyrat - Giordano)              | Tony Bruni - Flora Dantino                |
| Bello 'e papà                | (Amendola - Fierro - Gagliardi)            | Aurelio Fierro - Antonio Casagrande       |
| Nustalgia                    | (Jodice - Di Francia)                      | Gli Alti e Bassi - Rosy Pomilia           |
| Vivò                         | (Musy - Compostella - Cioffi)              | Mario e Pippo Santonastaso - Bob Vinci    |
| Stella nera                  | (Russo - Genta)                            | Mario Merola - Luciano Rondinella         |
| Totonno 'o surdo             | (Marsala - Russo - Gigante)                | Gloria Christian - Christian              |
| Guagliò, chella te 'mbroglia | (Dura - Salerni - Salerni - Ianni)         | Giacomo Rondinella - Mario Da Vinci       |
| Angela era ll'ammore         | (Zanfagna - Gallo)                         | Mario Tessuto - Nunzio Gallo              |

## Organizzazione
Ente per la canzone napoletana - Ente Salvatore Di Giacomo